# Premis Butaca de 2018
La vint-i-quatrena edició dels oficialment anomenats Premis Butaca de teatre de Catalunya, es va celebrar al Teatre-Auditori Sant Cugat, de Sant Cugat del Vallès, el 26 de novembre de 2018. Creats l'any 1995 per Glòria Cid i Toni Martín en reconeixement de les obres de teatre estrenades a Catalunya, són atorgats per votació popular.

## Palmarès i nominacions[2]

### Premi Butaca al millor muntatge teatral
| Obra                        | Productora                                                                 | Resultat  |
| --------------------------- | -------------------------------------------------------------------------- | --------- |
| Sopa de pollastre amb ordi  | La Perla 29                                                                | Guanyador |
| Blasted (Rebentats)         | Teatre Nacional de Catalunya/Temporada Alta                                | Nominat   |
| Bodas de sangre             | La Perla 29/Festival Grec 2017                                             | Nominat   |
| La calavera de Connemara    | La Villarroel                                                              | Nominat   |
| Calígula                    | Teatre Romea/Festival Internacional de Teatro de Mérida/Festival Grec 2017 | Nominat   |
| Frankenstein                | Teatre Nacional de Catalunya/Factoria Escènica Internacional               | Nominat   |
| Medea                       | Teatre Lliure                                                              | Nominat   |
| Les noies de Mossbank Road  | Bitò Produccions/La Villarroel                                             | Nominat   |
| El temps que estiguem junts | Teatre Lliure                                                              | Nominat   |
| Temps salvatge              | Teatre Nacional de Catalunya                                               | Nominat   |

### Premi Butaca al millor musical
| Obra            | Productora                                     | Resultat  |
| --------------- | ---------------------------------------------- | --------- |
| Cabaret         | 3xtr3s/SOM Produce/Robin de Levita/B2B         | Guanyador |
| Cabareta        | Festival Grec 2017/Sala Muntaner/Velvet Events | Nominat   |
| Casi normales   | Nostromo Live                                  | Nominat   |
| Paquito Forever | Gataro/uVe Teatre/Almeria Teatre               | Nominat   |

### Premi Butaca al millor espectacle de dansa
| Obra              | Productora                                                                       | Resultat  |
| ----------------- | -------------------------------------------------------------------------------- | --------- |
| A vore            | Elclimamola/L'Auditori/Mercat de les Flors/Fira Mediterrània Manresa             | Guanyador |
| IUanMI            | Mercat de les Flors/Temporada Alta/Festival Bolzano Danza                        | Nominat   |
| Moaré             | Festival Grec 2017/Premi de Dansa 2016 - Institut del Teatre                     | Nominat   |
| Set of Sets       | Raqscene/Elclimamola/Mercat de les Flors/Festival Sismògraf/Julidans Festival    | Nominat   |
| Three Times Rebel | Korzo Productions/Mercat de les Flors/Nederlands Dans Theater/Dance Forum Taipei | Nominat   |

### Premi Butaca al millor espectacle de petit format
| Obra                   | Productora                               | Resultat  |
| ---------------------- | ---------------------------------------- | --------- |
| A.K.A. - Also Known As | Sala FlyHard                             | Guanyador |
| Esmorza amb mi         | De Los Montoya                           | Nominat   |
| El metge de Lampedusa  | Teatre Lliure/Temporada Alta/Salt i Punt | Nominat   |
| Mala broma             | Sala Muntaner                            | Nominat   |
| Ovelles                | Sala FlyHard                             | Nominat   |
| Othello                | Les Antonietes                           | Nominat   |

### Premi Butaca a la millor espectacle per a públic familiar
| Obra                         | Productora                                  | Resultat  |
| ---------------------------- | ------------------------------------------- | --------- |
| La nena dels pardals         | Teatre al Detall                            | Guanyador |
| Molsa                        | Teatre Lliure/ICUB - Món Llibre             | Nominat   |
| My Baby Is a Queen           | Festival Grec 2017/Cia La petita Malumaluga | Nominat   |
| Viatge al centre de la terra | Roseland Musical/Festival Grec 2015/SAT!    | Nominat   |

### Premi Butaca a la millor direcció
| Director/a       | Obra                       | Resultat   |
| ---------------- | -------------------------- | ---------- |
| Montse Rodríguez | A.K.A.- Also Known As      | Guanyadora |
| Xavier Albertí   | Temps salvatge             | Nominat    |
| Mario Gas        | Calígula                   | Nominat    |
| Alícia Gorina    | Blasted (Rebentats)        | Nominada   |
| Sílvia Munt      | Les noies de Mossbank Road | Nominada   |
| Lluís Pasqual    | Medea                      | Nominat    |
| Carme Portaceli  | Frankenstein               | Nominat    |
| Ferran Utzet     | Sopa de pollastre amb ordi | Nominat    |

### Premi Butaca a la millor actriu
| Actriu           | Obra                       | Resultat   |
| ---------------- | -------------------------- | ---------- |
| Clara Segura     | Les noies de Mossbank Road | Guanyadora |
| Lluïsa Castell   | L'alegria                  | Nominada   |
| Màrcia Cisteró   | Sopa de pollastre amb ordi | Nominada   |
| Cristina Genebat | Les noies de Mossbank Road | Nominada   |
| Marta Marco      | Les noies de Mossbank Road | Nominada   |
| Emma Vilarasau   | Medea                      | Nominada   |

### Premi Butaca al millor actor
| Actor               | Obra                  | Resultat  |
| ------------------- | --------------------- | --------- |
| Albert Salazar      | A.K.A.- Also Known As | Guanyador |
| Pere Arquillué      | Blasted (Rebentats)   | Nominat   |
| Alejandro Bordanove | L'alegria             | Nominat   |
| Pablo Derqui        | Calígula              | Nominat   |
| Joel Joan           | Frankenstein          | Nominat   |
| Xicu Masó           | El metge de Lampedusa | Nominat   |

### Premi Butaca a la millor actriu de musical
| Actor        | Obra            | Resultat   |
| ------------ | --------------- | ---------- |
| Elena Gadel  | Cabaret         | Guanyadora |
| Lu Fabrés    | Tick Tick Boom! | Nominada   |
| Maria Molins | Cabareta        | Nominada   |
| Nina         | Casi normales   | Nominada   |

### Premi Butaca al millor actor de musical
| Actor        | Obra              | Resultat  |
| ------------ | ----------------- | --------- |
| Ivan Labanda | Cabaret           | Guanyador |
| Xavi Duch    | Tick Tick Boom!   | Nominat   |
| Joan Vázquez | Paquito Forever   | Nominat   |
| Jordi Vidal  | Rèquiem for Evita | Nominat   |

### Premi Butaca a la millor actriu de repartiment
| Actriu          | Obra                        | Resultat   |
| --------------- | --------------------------- | ---------- |
| Laura Conejero  | La importància de ser Frank | Guanyadora |
| Imma Colomer    | Un tret al cap              | Nominada   |
| Míriam Iscla    | Temps salvatge              | Nominada   |
| Mònica López    | Calígula                    | Nominada   |
| Laia Manzanares | Temps salvatge              | Nominada   |
| Marta Millà     | La calavera de Connemara    | Nominada   |

### Premi Butaca al millor actor de repartiment
| Actor            | Obra                        | Resultat  |
| ---------------- | --------------------------- | --------- |
| Oriol Pla        | La calavera de Connemara    | Guanyador |
| Quim Àvila       | El temps que estiguem junts | Nominat   |
| Eduard Farelo    | Si mireu el vent d'on ve    | Nominat   |
| Lluís Marco      | Frankenstein                | Nominat   |
| Arnau Puig       | Othello                     | Nominat   |
| Lluís Villanueva | Sopa de pollastre amb ordi  | Nominat   |

### Premi Butaca a la millor escenografia
| Finalistes                  | Obra                                     | Resultat  |
| --------------------------- | ---------------------------------------- | --------- |
| Lluc Castells               | Temps salvatge                           | Guanyador |
| Laura Clos Caturla "Closca" | Vaig ser Pròsper o recordant la tempesta | Nominada  |
| Josep Iglesias              | Sopa de pollastre amb ordi               | Nominat   |
| Marc Salicrú                | La calavera de Connemara                 | Nominat   |

### Premi Butaca a la millor il·luminació
| Finalistes       | Obra                | Resultat  |
| ---------------- | ------------------- | --------- |
| Ignasi Camprodon | Temps salvatge      | Guanyador |
| Paco Amate       | Els nens desagraïts | Nominat   |
| Carlos Marquerie | Sol solet           | Nominat   |
| Marc Salicrú     | Esmorza amb mi      | Nominat   |

### Premi Butaca al millor vestuari
| Finalistes     | Obra                        | Resultat   |
| -------------- | --------------------------- | ---------- |
| Maria Armengol | La importància de ser Frank | Guanyadora |
| María Araujo   | Temps salvatge              | Nominada   |
| Antonio Belart | Cabaret                     | Nominat    |
| Berta Riera    | Bodas de sangre             | Nominada   |

### Premi Butaca a la millor caracterització
| Finalistes                       | Obra                       | Resultat    |
| -------------------------------- | -------------------------- | ----------- |
| Laura Pérez i Carla Casals       | Frankenstein               | Guanyadores |
| Antonio Belart i Laura Rodríguez | Cabaret                    | Nominats    |
| Marta Ferrer                     | The Trumps                 | Nominada    |
| Nídia Tusal                      | La visita de la vella dama | Nominada    |

### Premi Butaca al millor text teatral
| Obra                  | Autor/a                    | Resultat  |
| --------------------- | -------------------------- | --------- |
| A.K.A.- Also Known As | Daniel J. Meyer            | Guanyador |
| Els nens desagraïts   | Llàtzer Garcia             | Nominat   |
| Ovelles               | Carmen Marfà i Yago Alonso | Nominats  |
| Temps salvatge        | Josep Maria Miró           | Nominat   |

### Premi Butaca a noves dramatúrgies
| Obra                                      | Productora                                            | Resultat  |
| ----------------------------------------- | ----------------------------------------------------- | --------- |
| Rebota, rebota y en tu cara explota       | Festival TNT/Antic Teatre/El Konvent punt zero        | Guanyador |
| Aüc                                       | Les Impuxibles/Festival Grec 2017                     | Nominat   |
| Claudia                                   | Festival Grec 2016/CCCB/La Conquesta del Pol Sud/CAET | Nominat   |
| Sis personatges - Homenatge a Tomás Giner | Teatre Lliure                                         | Nominat   |

### Premi Butaca a la millor composició teatral
| Finalistes       | Obra                        | Resultat   |
| ---------------- | --------------------------- | ---------- |
| Paula Jornet     | La importància de ser Frank | Guanyadora |
| Joan Garriga     | Bodas de sangre             | Nominat    |
| Bàrbara Granados | Cabareta                    | Nominada   |
| Clara Peya       | Aüc                         | Nominada   |

### Premi Butaca al millor espai sonor
| Finalistes    | Obra                                     | Resultat  |
| ------------- | ---------------------------------------- | --------- |
| Damien Bazin  | Sopa de pollastre amb ordi               | Guanyador |
| Jaume Manresa | Moby Dick                                | Nominat   |
| Roc Mateu     | Medea                                    | Nominat   |
| Pol Queralt   | Vaig ser Pròsper o recordant la tempesta | Nominat   |

### Butaca Honorífica-Anna Lizaran
- Marta Angelat